# Ахрик Цвеиба
Ахрик Цвеиба (10. септембар 1966) бивши је руски фудбалер.

## Каријера
Током каријере играо је за Динамо Тбилиси, Динамо Кијев, Аланија Владикавказ, Динамо Москва и многе друге клубове.

## Репрезентација
За репрезентацију Совјетског Савеза дебитовао је 1990. године, наступао и на Светском првенству 1990. године.

## Статистика
| Совјетски Савез | Совјетски Савез | Совјетски Савез |
| Год.            | Ута.            | Гол.            |
| --------------- | --------------- | --------------- |
| 1990            | 7               | 1               |
| 1991            | 10              | 0               |
| 1992            | 8               | 1               |
| Укупно          | 25              | 2               |
| Украјина        |                 |                 |
| Год.            | Ута.            | Гол.            |
| 1992            | 1               | 0               |
| Укупно          | 1               | 0               |
| Русија          |                 |                 |
| Год.            | Ута.            | Гол.            |
| 1997            | 8               | 0               |
| Укупно          | 8               | 0               |